# Herpsilochmus longirostris
El tiluchí piquilargo (Herpsilochmus longirostris), también denominado tiluchí picudo, es una especie de ave paseriforme de la familia Thamnophilidae perteneciente al numeroso género Herpsilochmus. Habita en el centro de América del Sur.

## Descripción
Mide 13  cm. Pico largo. El macho presenta corona negra, lista superciliar blanca y línea ocular negra. El dorso es manchado de gris, negro y blanco. Ala negruzca con dos fajas blancas; cola negra con puntas blancas. Por abajo es blanco con la garganta y pecho manchados de gris. La hembra tiene la cabeza y pescuezo color anaranjado, también anaranjado más pálido por abajo; dorso gris, ala y cola como el macho.

## Distribución y hábitat
Se distribuye en Bolivia (norte del Beni, norte de Santa Cruz) y centro sur y noreste de Brasil (centro de Mato Grosso hacia el este hasta Tocantins y Goiás, extendiéndose al noreste localmente hasta el sur de Ceará y sur de Piauí, y hacia el sur hasta el oeste de Paraná y oeste de São Paulo).
Esta especie es bastante común en el estrato medio y en el sub-dosel de bosques caducifolios del cerrado, bosques en galería y buritizales. También en matas secas. Entre los 200 y 1000 m de altitud.

## Comportamiento
Como otras aves de su género, es arborícola y activo, anda en pareja, muchas veces acompañando bandadas mixtas. Raramente desciende a menos de 3 m del suelo.

### Alimentación
Se alimenta de insectos que caza entre el follaje.

### Vocalización
El canto es una serie de notas trinadas ásperas, precedidas por notas diferenciadas y desacelerando en el final: “chup chup chchchchchchchchchchchch-chu-chu”.

## Sistemática

### Descripción original
La especie H. longirostris fue descrita por primera vez por el ornitólogo austríaco August von Pelzeln en 1868] bajo el mismo nombre científico; localidad tipo «Cuiabá, Mato Grosso, Brasil».

### Etimología
El nombre genérico masculino «Herpsilochmus» proviene del griego «herpō»: reptar, arrastrarse y «lokhmē»: matorral, chaparral; significando «que se arrastra por el matorral»; y el nombre de la especie «longirostris», deriva del latín «longus»: largo y «rostris»: de pico; significando «de pico largo».

### Taxonomía
Es monotípica. Parece ser más próximamente relacionada con Herpsilochmus pectoralis con base en el plumaje y distribución, a pesar de que las vocalizaciones no son nada similares.